# Bes
Bes (/ˈbɛs/; nume scris și Bisu), împreună cu omologul său feminin Beset, este o zeitate egipteană antică, venerat ca ocrotitor al gospodăriilor și, în special, al mamelor, copiilor și al nașterii. Ulterior, Bes a ajuns să fie considerat apărătorul a tot ceea ce este bun și dușmanul a tot ceea ce este rău. E posibil ca Bes să fi fost un import al Regatului Mijlociu, din Nubia sau Somalia, cultul său nerăspândindu-se până la începutul Noului Regat. Venerarea lui Bes s-a răspândit la nord, în zone ca Siria, iar mai târziu în Imperiul Roman și cel Achaemenid.

## Venerare

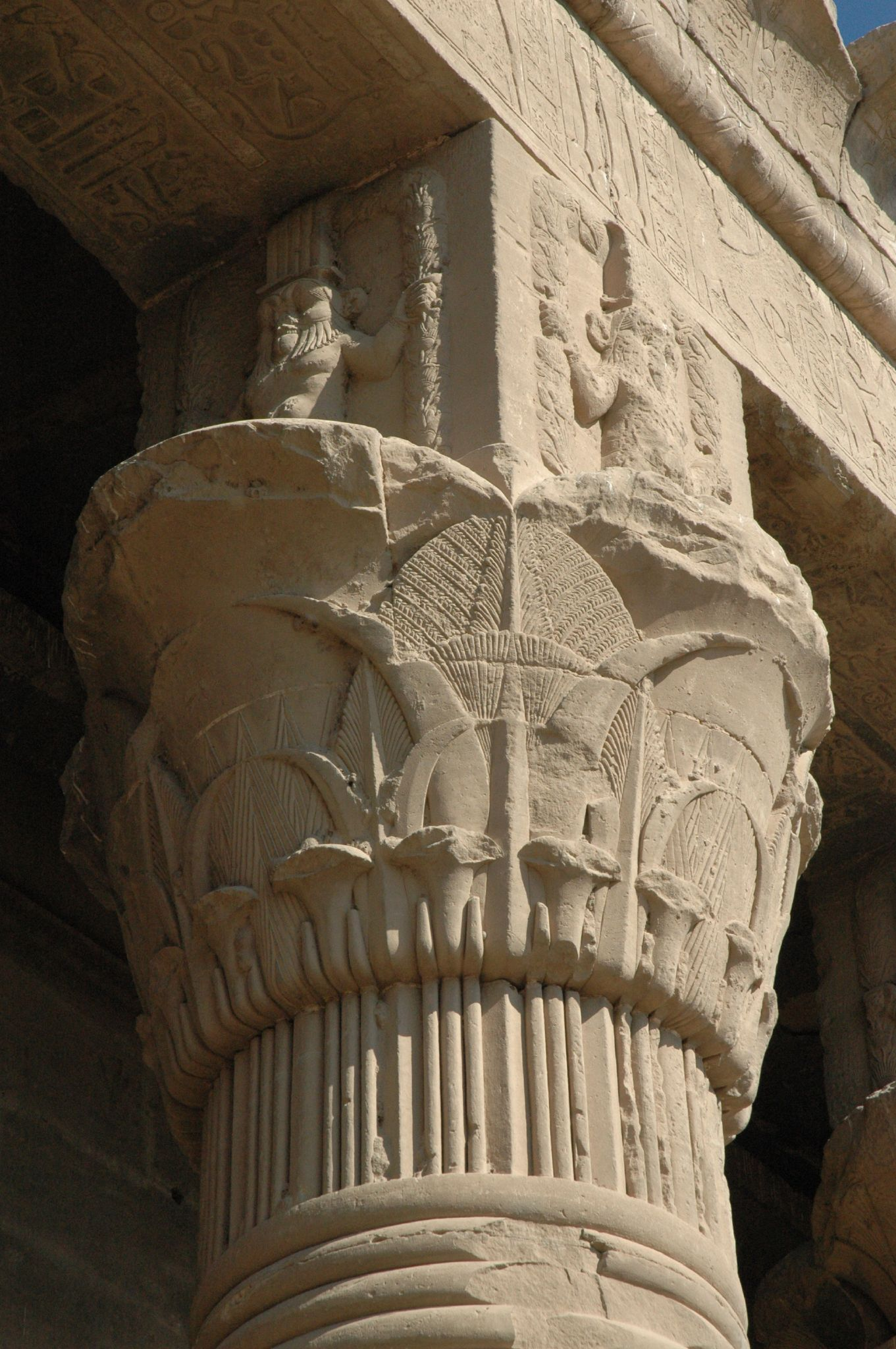
Capitel egiptean compozit cu un capitel cu Bes deasupra, în Complexul Dendera din Egipt

Bes era un protector al gospodăriei, devenind responsabil - de-a lungul istoriei egiptene antice - pentru sarcini atât de variate, cum ar fi uciderea șerpilor, combaterea spiritelor rele, supravegherea copiilor și ajutarea femeilor la muncă prin lupta cu spiritelor rele și, astfel, prezent cu Taweret la nașteri.
Imagini ale zeității, cu totul diferite de cele ale celorlalți zei, erau păstrate în case. În mod obișnuit, zeii egipteni erau arătați în profil, dar în schimb, Bes apărea cu un portret în care îi apare toată fața, ilifilic și, uneori, în tunica unui soldat, astfel încât să pară gata să lanseze un atac împotriva oricărui rău care se apropie. Speria demonii din case, așa că statuia sa a fost pusă ca un protector. De când a alunga răul, Bes a ajuns și să simbolizeze lucrurile bune din viață - muzica, dansul și plăcerea sexuală. În Noul Regat, tatuajele lui Bes puteau să fie găsite pe coapsele dansatoarelor, muzicienelor și servitoarelor. Multe exemplare de măști și costume din Regatul Nou ale lui Bes, au fost descoperite. Ele arată o uzură considerabilă, considerată ca fiind prea mare pentru o folosire ocazională la festivaluri și, prin urmare, se crede că erau folosite de interpreți profesioniști sau erau date la închiriere.
Mai târziu, în perioada ptolemeică a istoriei egiptene, camerele erau construite și pictate cu reprezentări ale lui Bes și ale soției sale Beset, considerate de egiptologi ca fiind destinate vindecării problemelor de fertilitate sau ritualurilor generale de vindecare.
La fel ca la mulți zei egipteni, venerarea lui Bes sau a lui Beset a fost exportată în străinătate. În timp ce varianta feminină fusese mai populară în Creta minoică, versiunea masculină s-a dovedi populară la fenicienii și ciprioții antici. Ibiza își trage numele de la cel al zeului, adus împreună cu primii coloniști fenicieni în 654 î.Hr.. Coloniștii ăștia, uimiți de lipsa vreunui fel de creaturi veninoase pe insulă, au crezut că ar fi insula lui Bes (<איבשם> ʔybšm, *ʔibošim, yibbōšīm „dedicată lui Bes”).  Mai târziu, numele roman Ebusus a derivat din această denumire.
La sfârșitul secolului al VI-lea î.Hr., reprezentările lui Bes au început să se răspândească pe tot Imperiul Ahemenid, din care făcea parte Egiptul la acea vreme. Imagini ale lui Bes au fost găsite în capitala persană Susa și chiar și în Asia Centrală. De-a lungul timpului, imaginea lui Bes a devenit persană în stil, fiind înfățișat purtând haine și coafuri persane.

## Iconografie
Oamenii de știință moderni, precum James Romano, susțin că la începutul său, Bes era reprezentarea unui leu care se ridica pe picioarele posterioare. După cea de-a Treia Perioadă Intermediară, Bes este adesea văzut ca doar capul sau fața, adesea purtate ca amulete.

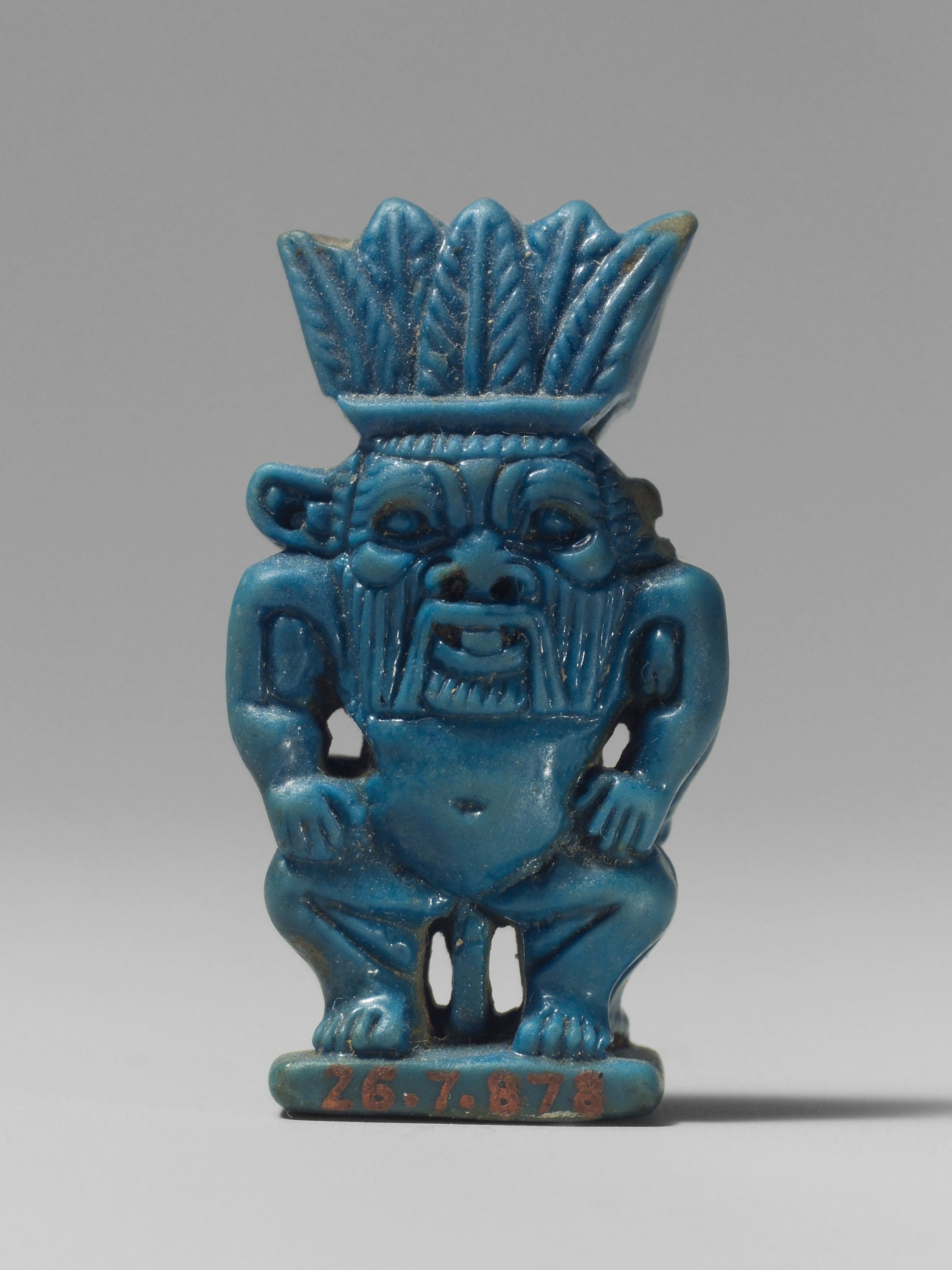
Amuletă a lui Bes; 1070-712 î.Hr.; faianță; înăpțime: 3,7 cm; Muzeul Metropolitan de Artă (New York City)
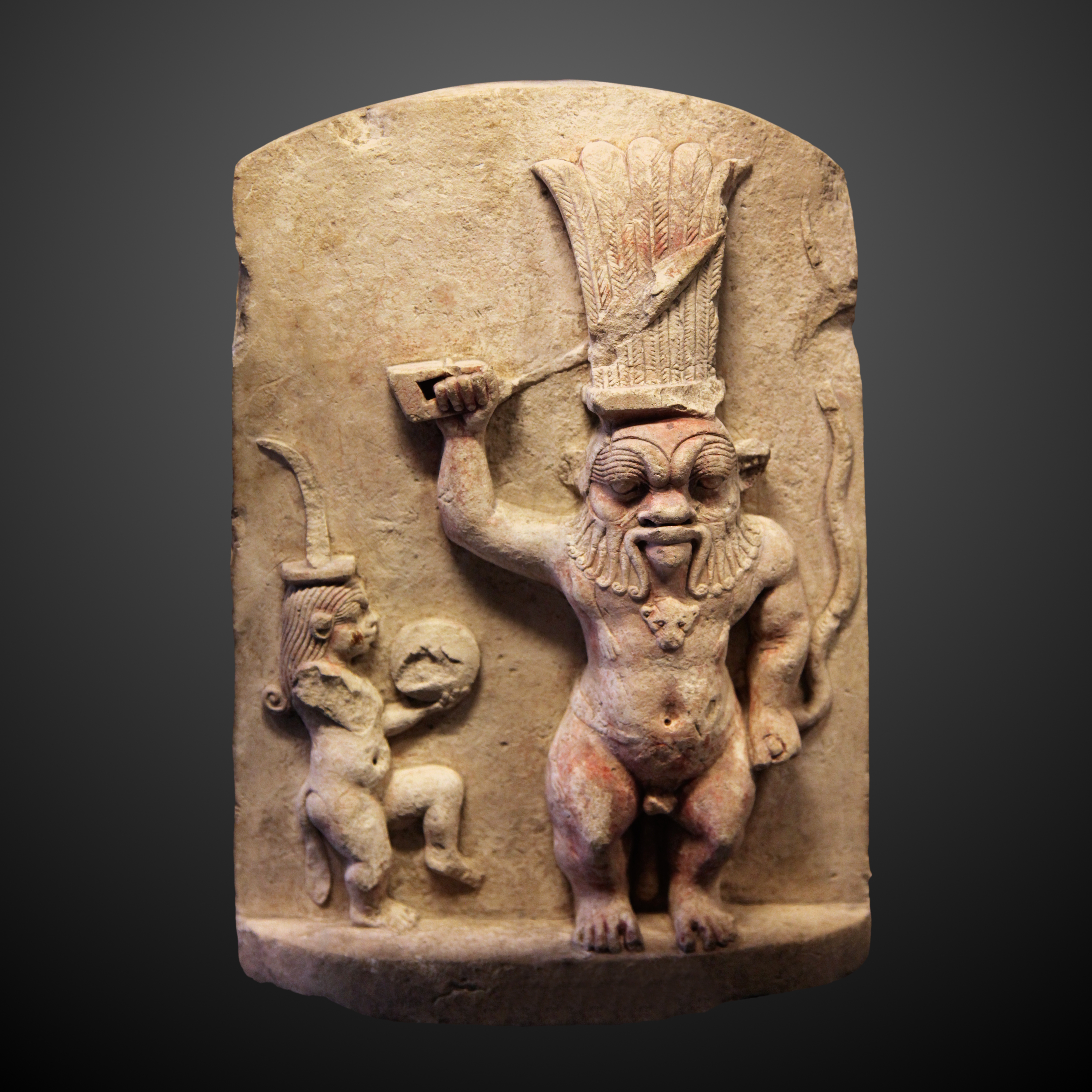
Bes și Beset; 664-332 î.Hr.; calcar; înălțime: 31,7 cm; Luvru
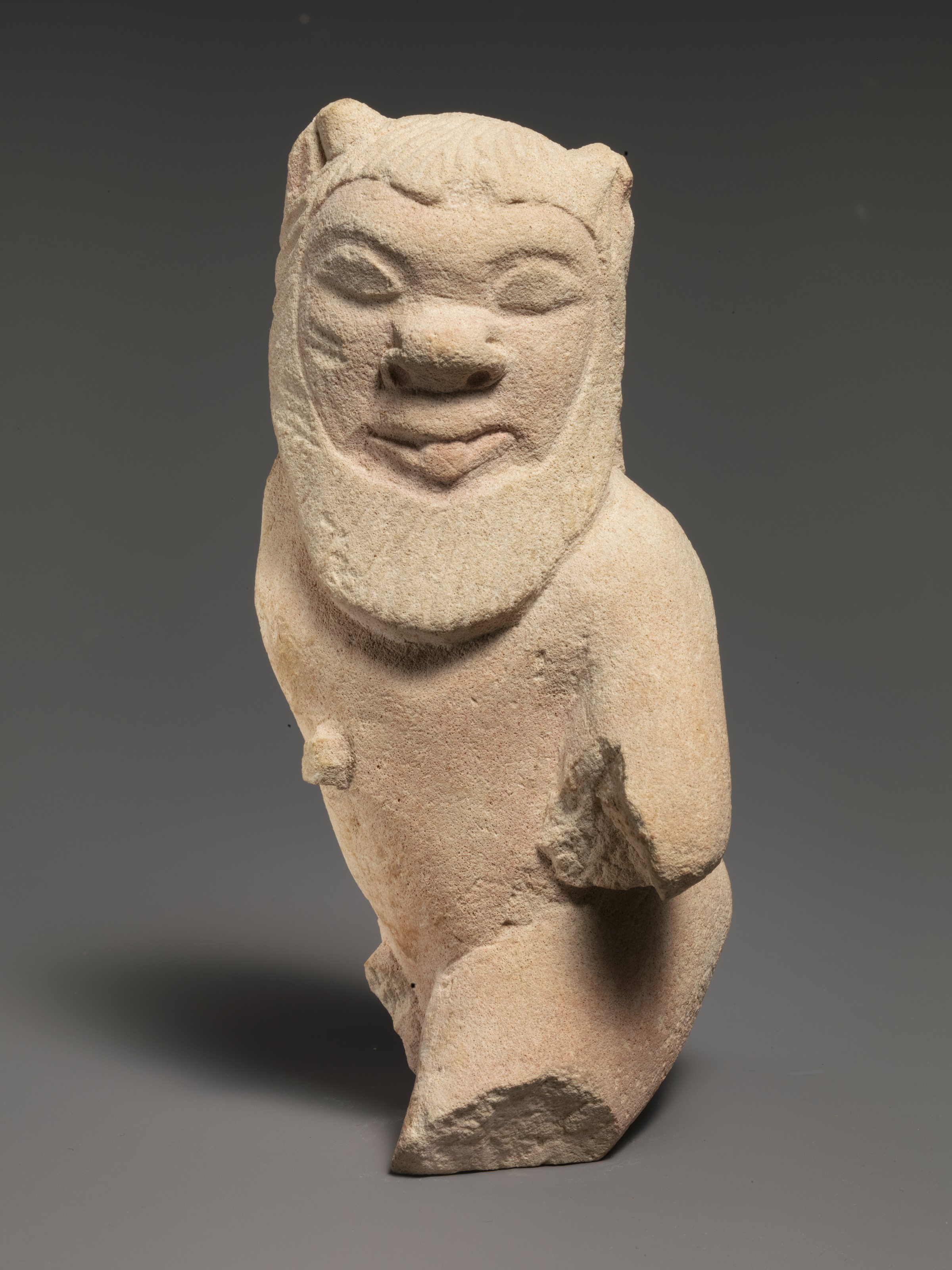
Statuetă cipriotă a lui Bes; secolul al VI-lea î.Hr. trâziu-secolul al V-lea timpuriu; calcar; 14 x 8,3 x 7 cm; Muzeul Metropolitan de Artă
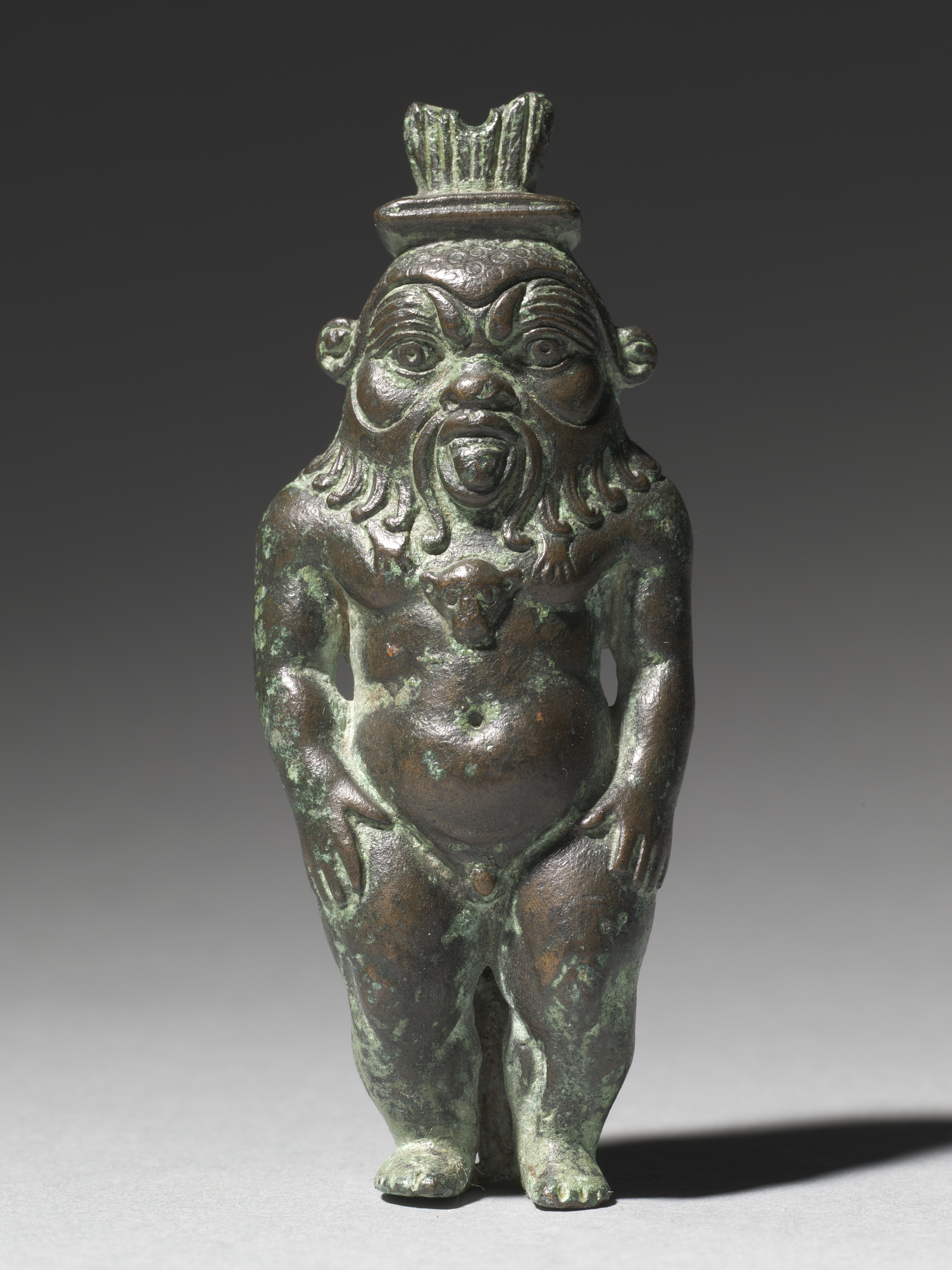
Statuetă a lui Bes; 525 î.Hr.; bronz; per total: 8 x 3,5 x 2,2 cm; Muzeul de Artă din Cleveland (Cleveland, Ohio, SUA)
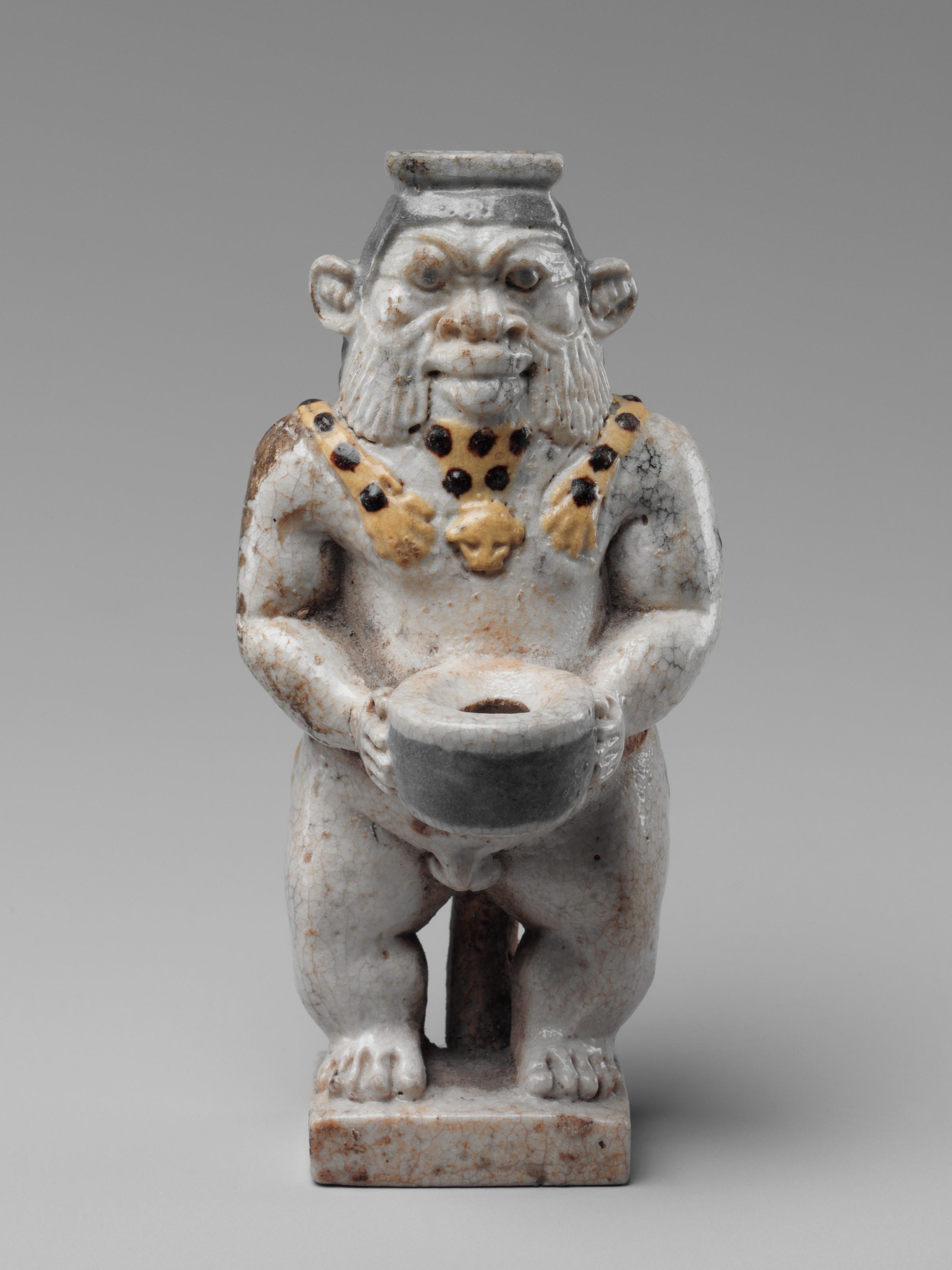
Vas cosmetic; 525–404 î.Hr.; faianță; înălțime: 9,2 cm, lățime: 4,4 cm; Muzeul Metropolitan de Artă
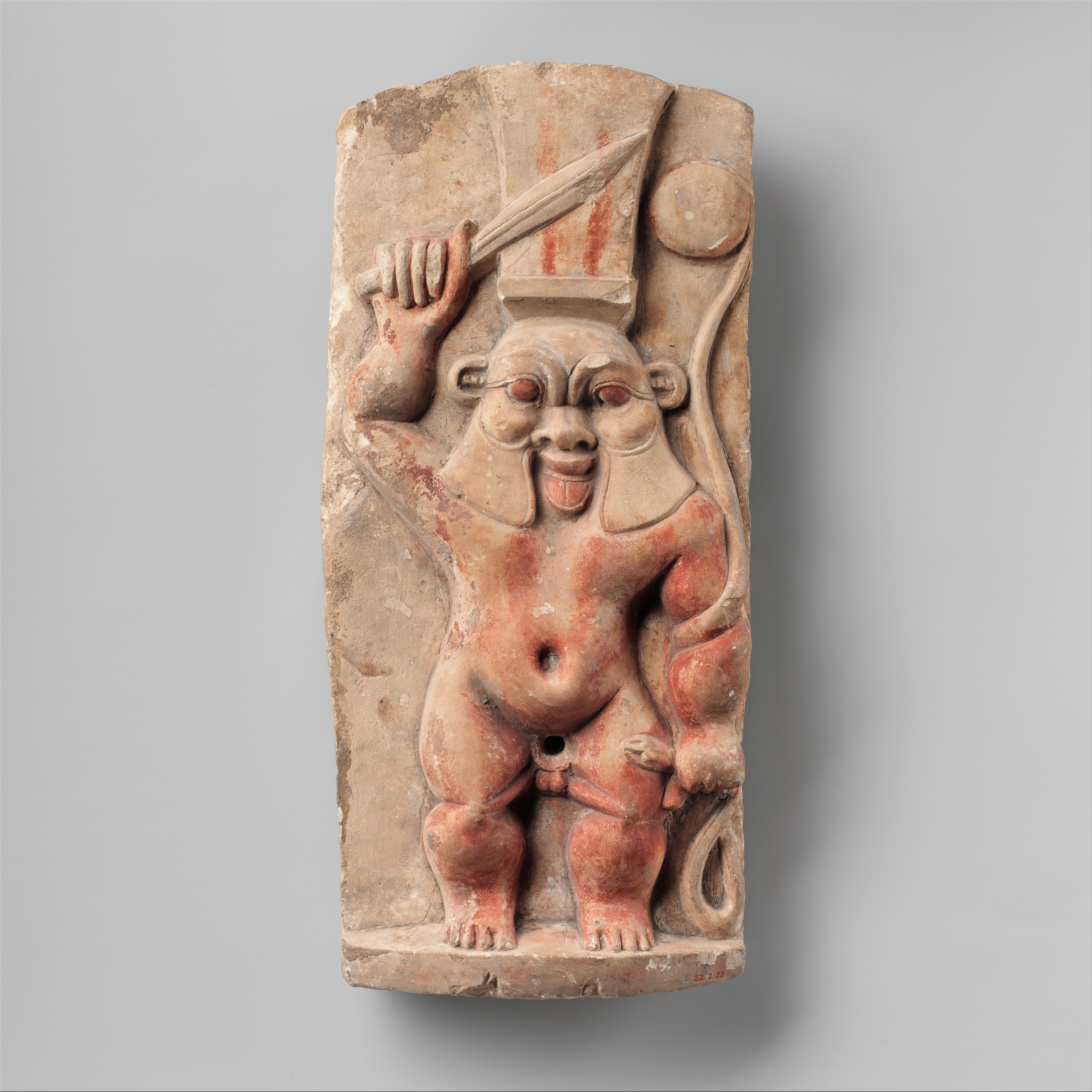
Stelă a lui Bes; secolele al IV-lea î.Hr—I-lea d.Hr.; calcar pictat; înălțime: 38,7 cm, lățime: 14,4 cm; Muzeul Metropolitan de Artă
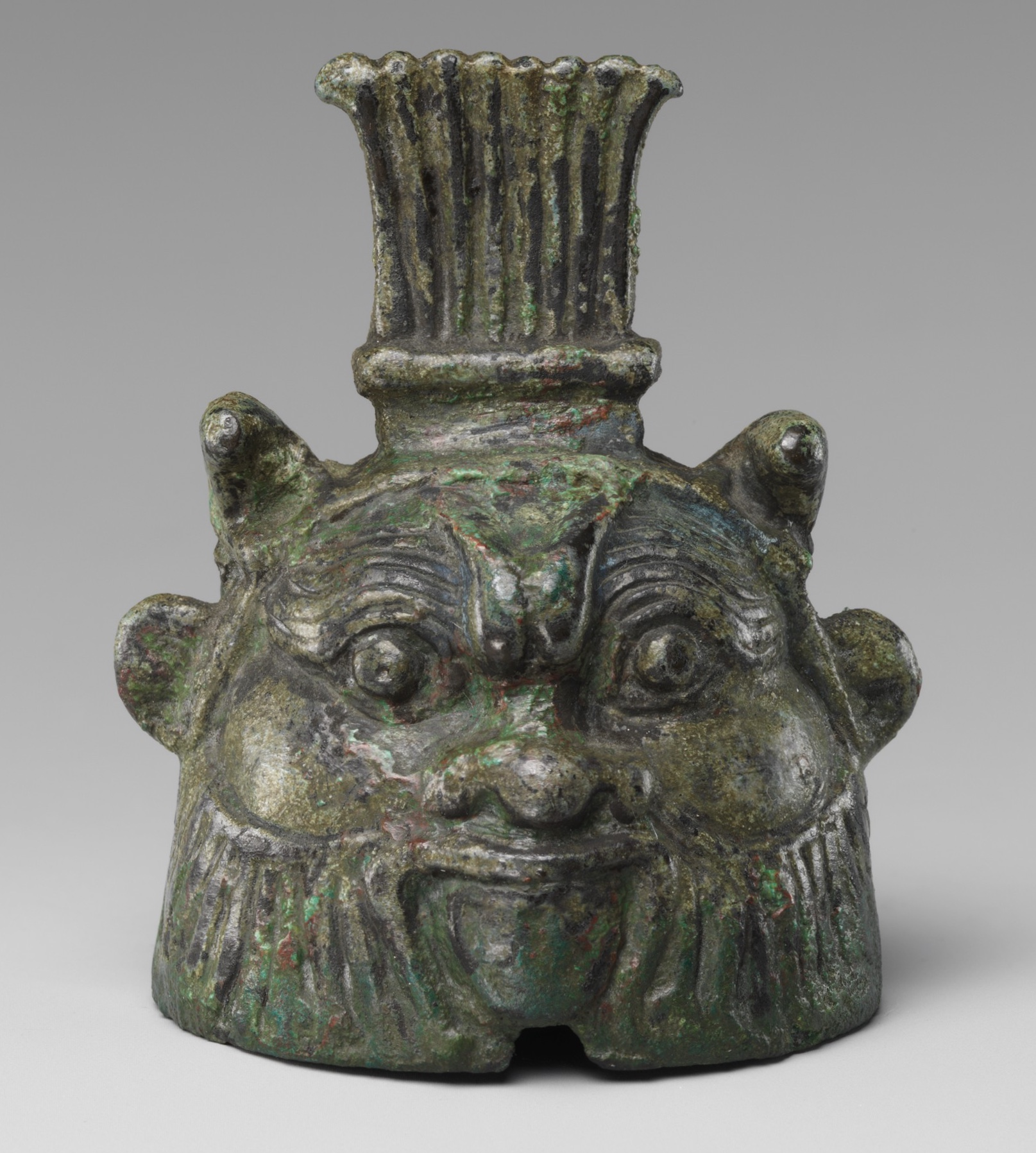
Clopot în forma capului lui Bes; 332-30 î.Hr.; metal cupros; înălțime: 6,3 cm, diametru: 4,6 cm; Muzeul Metropolitan de Artă
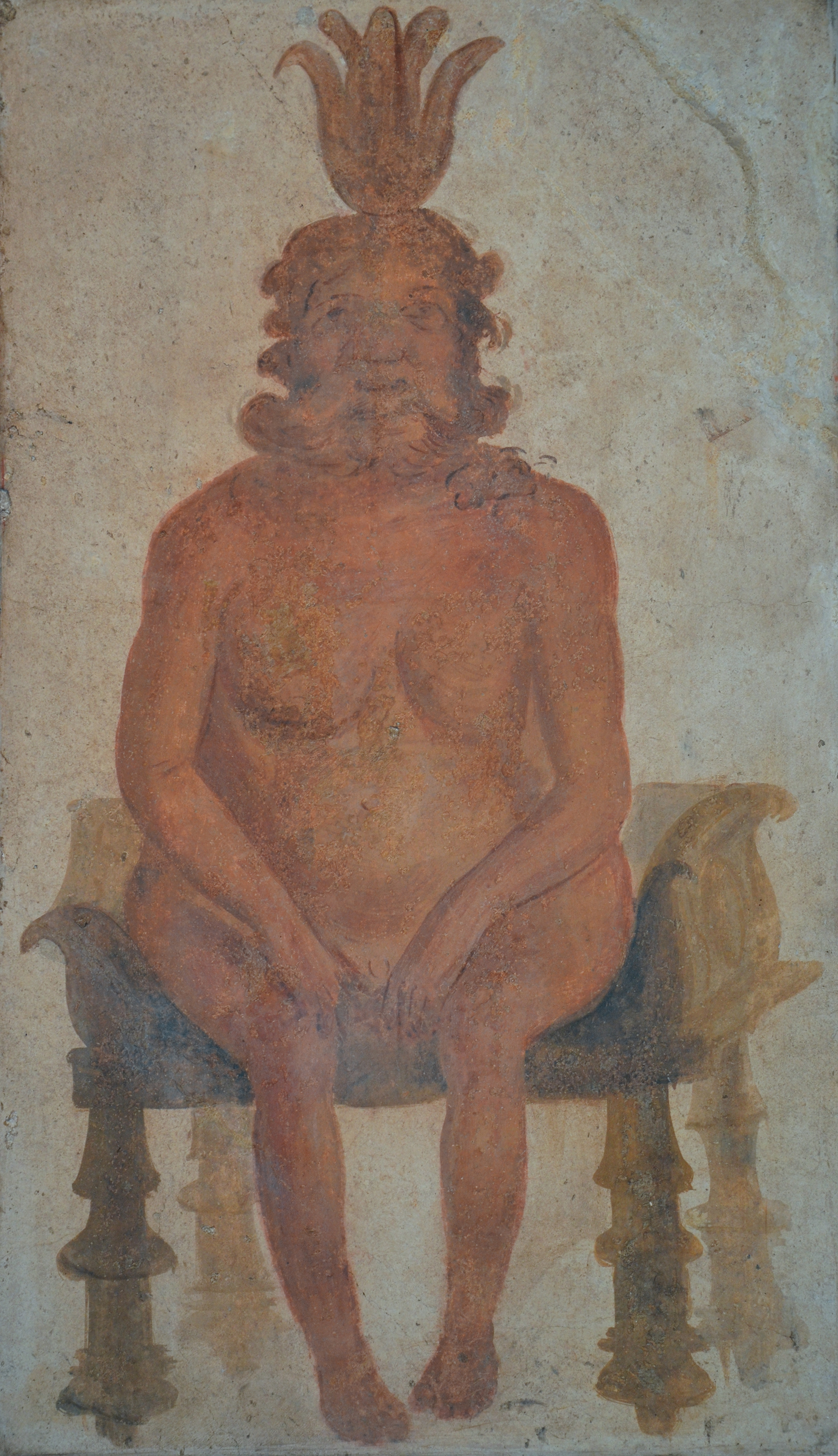
Frescă din Templul lui Isis din Pompeii care în înfățișează pe Bes, în Muzeul Mațional Arheologic din Napoli (Italia)